# 100 Days My Prince
100 Days My Prince (hangul: 백일의 낭군님; rr: Baekirui Nanggunnim) é uma telenovela sul-coreana exibida pela tvN de 10 de setembro a 30 de outubro de 2018, estrelada por Do Kyung-soo e Nam Ji-hyun.
É o quinto drama coreano de maior audiência na história da televisão por assinatura.

## Enredo
Lee Yul é o sobrinho do rei que gosta de passar seus dias brincando em vez de estudar. Ele gosta de brincar com as crianças camponesas ao lado de seu melhor amigo e guardião, Dong Joo. Um dia, enquanto ele está brincando com as crianças camponesas, onde eles jogam os vilões, Yul usa seu status para punir as crianças, espancando-as, alheio que suas ações estão machucando-as. As crianças não puderam se opor a esse tratamento devido ao status de Yul. Uma menina, Yoon Yi-Seo intervém e repreende Yul por suas ações cruéis. Como Yul, Yi-Seo é de uma família nobre, mas é gentil, inteligente e compassivo. Yul instantaneamente desenvolve uma queda por Yi-Seo, e isso faz com que ele mude para se tornar mais estudioso, a fim de impressioná-la. O pai de Yi-Seo é um general e o homem da mão direita do rei.

## Elenco

### Elenco principal
- Do Kyung-soo como Lee Yul / Na Won-deuk
  - Jung Ji-hoon como Lee Yul (jovem)
- Nam Ji-hyun como Yeon Hong-shim / Yoon Yi-seo
  - Heo Jung-eun como Yoon Yi-seo (jovem)
- Jo Sung-ha como Kim Cha-eon
- Jo Han-chul como o rei
- Kim Seon-ho como Jung Jae-yoon
- Han So-hee como Kim So-hye
  - Choi Myung-bin como Kim So-hye (jovem)
- Kim Jae-young como Moo-yeon / Yoon Seok-ha
  - Jung Joon-won como Yoon Seok-ha

### Elenco de apoio
- Oh Yeon-ah como rainha Park
- Ji Min-hyuk como principe Seowon
- Choi Woong como Jung Sa-yeob
- Heo Jung-min como Kim Soo-ji
- Jo Hyun-sik como Eunuch Yang
- Kang Young-seok como Gwon Hyeok
- Son Kwang-eob como Jang Moon-seok
- Jung Hae-kyun como Yoon
- Ahn Suk-hwan como Park Seon-do
- Jo Jae-ryong como Jo Boo-young
- Lee Joon-hyuk como Park Bok-eun
- Lee Min-ji como Kkeut-nyeo
- Kim Ki-doo como Gudol
- Lee Hye-eun como Yang Chun
- Jung Soo-kyo como Ma-chil
- Kang Min como Meokku

## Trilha sonora

### Parte 1
| Lançado em 11 de setembro de 2018 |                     |                |         |  |
| N.º                               | Título              | Artista        | Duração |  |
| 1.                                | "Erase It" (지워져) | Gummy          | 03:53   |  |
| 2.                                | "Erase It" (Inst.)  |                | 03:53   |  |
| Duração total:                    | Duração total:      | Duração total: | 07:46   |  |

### Parte 2
| Lançado em 25 de setembro de 2018 |                         |                 |         |  |
| N.º                               | Título                  | Artista         | Duração |  |
| 1.                                | "This Love" (이 사랑을) | Jinyoung (B1A4) | 04:20   |  |
| 2.                                | "This Love" (Inst.)     |                 | 04:20   |  |
| Duração total:                    | Duração total:          | Duração total:  | 08:40   |  |

### Parte 3
| Lançado em 16 de outubro de 2018 |                                       |                |         |  |
| N.º                              | Título                                | Artista        | Duração |  |
| 1.                               | "Cherry Blossom Love Song" (벚꽃연가) | Chen (EXO)     | 04:10   |  |
| 2.                               | "Cherry Blossom Love Song" (Inst.)    |                | 04:10   |  |
| Duração total:                   | Duração total:                        | Duração total: | 08:20   |  |

### Parte 4
| Lançado em 23 de outubro de 2018 |                   |                |         |  |
| N.º                              | Título            | Artista        | Duração |  |
| 1.                               | "Believe"         | SBGB           | 03:51   |  |
| 2.                               | "Believe" (Inst.) |                | 03:51   |  |
| Duração total:                   | Duração total:    | Duração total: | 07:42   |  |

### Parte 5
| Lançado em 30 de outubro de 2018 |                                  |                |         |  |
| N.º                              | Título                           | Artista        | Duração |  |
| 1.                               | "I Will Remember" (기억할테니까) | NeighBro       | 03:59   |  |
| 2.                               | "I Will Remember" (Inst.)        |                | 03:59   |  |
| Duração total:                   | Duração total:                   | Duração total: | 07:58   |  |

## Classificações
Na tabela abaixo, os números azuis representam as mais baixas classificações e os números vermelhos representam as classificações mais elevadas.
| Episódio | Data de transmissão original | Audiência média | Audiência média | Audiência média    | Audiência média |
| Episódio | Data de transmissão original | AGB Nielsen     | AGB Nielsen     | Classificação TNmS |                 |
| Episódio | Data de transmissão original | Em todo o país  | Seul            | Classificação TNmS |                 |
| -------- | ---------------------------- | --------------- | --------------- | ------------------ | --------------- |
| 1        | 10 de setembro de 2018       | 5.026%          | 5.527%          | 5.5%               |                 |
| 2        | 11 de setembro de 2018       | 6.199%          | 6.882%          | 5.7%               |                 |
| 3        | 17 de setembro de 2018       | 6.000%          | 6.229%          | 5.9%               |                 |
| 4        | 18 de setembro de 2018       | 7.274%          | 7.814%          | 7.5%               |                 |
| 5        | 24 de setembro de 2018       | 4.362%          | 4.799%          | 4.7%               |                 |
| 6        | 25 de setembro de 2018       | 6.923%          | 7.232%          | 7.2%               |                 |
| 7        | 1 de outubro de 2018         | 7.991%          | 8.785%          | 9.0%               |                 |
| 8        | 2 de outubro de 2018         | 9.223%          | 9.995%          | 8.3%               |                 |
| 9        | 8 de outubro de 2018         | 9.089%          | 9.790%          | 7.8%               |                 |
| 10       | 9 de outubro de 2018         | 10.263%         | 10.904%         | 9.5%               |                 |
| 11       | 15 de outubro de 2018        | 10.120%         | 10.790%         | 9.4%               |                 |
| 12       | 16 de outubro de 2018        | 11.170%         | 12.325%         | 11.0%              |                 |
| 13       | 22 de outubro de 2018        | 11.333%         | 12.502%         | 12.5%              |                 |
| 14       | 23 de outubro de 2018        | 12.670%         | 13.455%         | 12.0%              |                 |
| 15       | 29 de outubro de 2018        | 12.159%         | 13.033%         | 13.0%              |                 |
| 16       | 30 de outubro de 2018        | 14.412%         | 15.169%         | 15.1%              |                 |
| Especial |                              |                 |                 |                    |                 |
| Especial | 4 de setembro de 2018        | 1.1%            | 1.188%          | -                  |                 |
| Especial | 9 de novembro de 2018        | 1.976%          | 2.233%          | -                  |                 |
| Média    | Média                        | 9.013%          | 9.596%          | %                  |                 |

- Este drama foi transmitido por um canal de televisão por assinatura, que normalmente tem um público relativamente menor em comparação com as emissoras de televisão abertas (KBS, SBS, MBC e EBS).

## Transmissão internacional
- Na Malásia, a série é transmitida na 8TV todas as segundas e terças das 22:30 às 23:30 de 18 de setembro a 4 de dezembro de 2018.
- No Japão, o drama começou a ser exibido em 19 de janeiro de 2019 na KNTV.
- Em Cingapura, a série é transmitida no HUB VV Drama todos os domingos, das 9h45 às 12h em 30 de setembro de 2018, em seguida, logo após a transmissão da Coréia no Starhub Go.
- Na Indonésia, a série é transmitida na tvN Asia versão premium a partir de 11 de setembro de 2018 às 20:45 (JKT) em diante, Sa transmissão simultânea após 24 horas da Coreia.
- Nas Filipinas, estarão no ar no ABS-CBN sendo parte da Primeira e Verdadeira Casa das Asianovelas em 2019.